# El porquerizo
El porquerizo, también traducido como El porquero, (en danés: Svinedrengen) es un cuento de hadas de Hans Christian Andersen sobre un príncipe que se disfraza de porquerizo para conquistar a una princesa arrogante. El cuento fue publicado por primera vez el 20 de diciembre de 1841 por C. A. Reitzel en Copenhague (Dinamarca) en Cuentos para niños. Nueva colección. Tercer fascículo (Eventyr, fortalte for Børn. Ny Samling. Tredie Hefte). La historia parece ser original del propio Andersen, aunque se conocen historias similares. El porquerizo se ha adaptado a otros medios.

## Trama
Un príncipe bastante pobre con un reino muy pequeño quiere casarse con la hija del emperador, y para ello le envía dos hermosos regalos, un ruiseñor y una rosa. La princesa rechaza ambos regalos porque son naturales y humildes, en lugar de artificiales y caros. Tras el rechazo el príncipe se disfraza de porquerizo y solicita el puesto de porquerizo en el palacio de la princesa. Una vez conseguido el puesto, crea un puchero con campanillas que tintinean una canción. La princesa, fascinada por el puchero, repta por el barro hasta la choza del porquero que solicita diez besos por puchero. La princesa acepta y rodeada por sus damas le da los diez besos al porquerizo.
A continuación, el porquerizo construye un sonajero; cuando la princesa lo oye vuelve a quedar fascinada y paga los cien besos que el porquerizo le pide. El emperador, ve a su hija besando al porquerizo por un juguete y la destierra junto al porquerizo. El porquerizo, habiendo encontrado a la princesa indigna de su amor, se lava la cara, se pone su atuendo real y se presenta ante ella como príncipe; la rechaza con el argumento de que no le aceptó como príncipe pero sí como porquerizo por unos juguetes. Después la abandona dejándola sola en el bosque.

## Fuentes

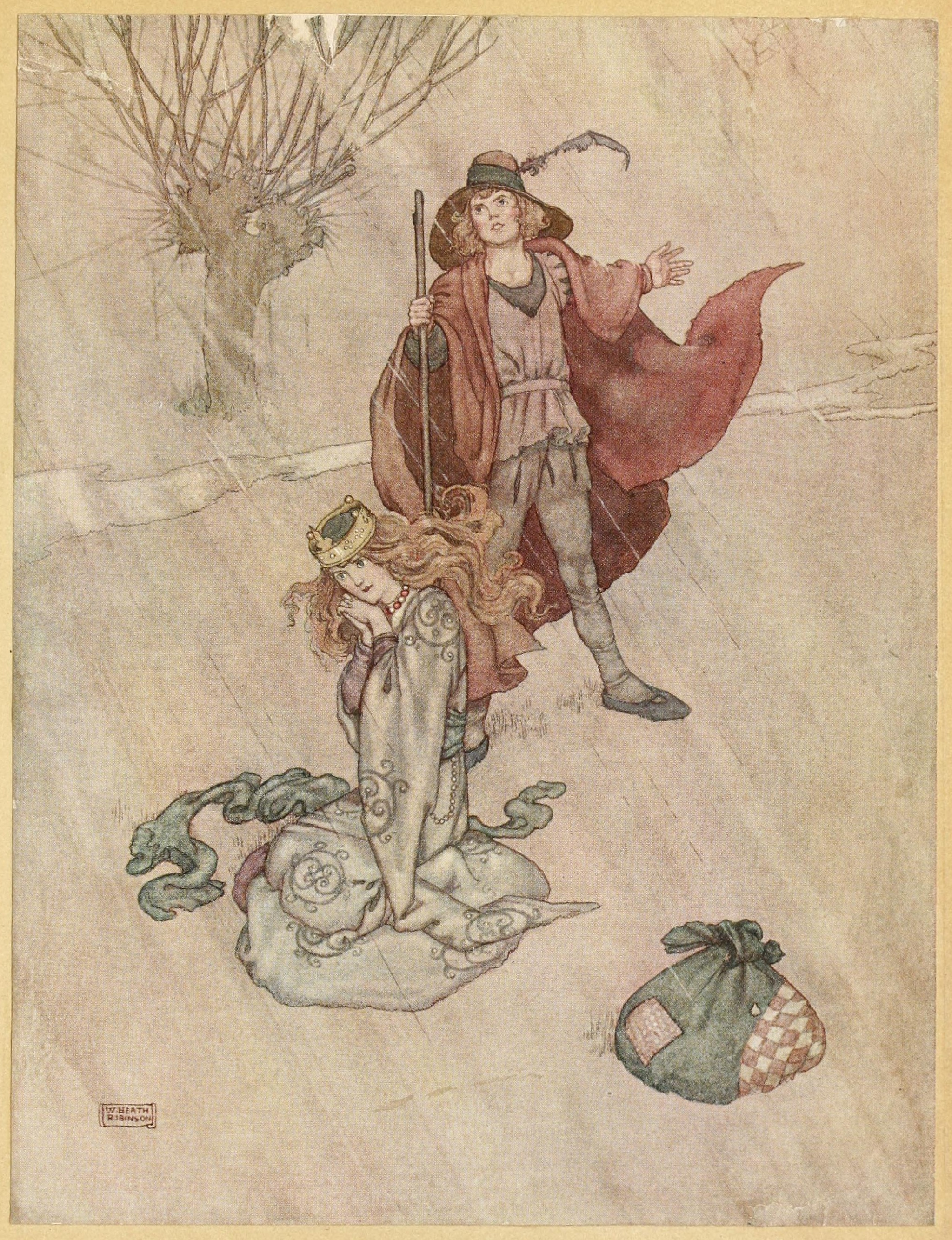
La princesa desterrada comienza a lamentarse.

## Publicación
El cuento lo publicó por primera vez C. A. Reitzel en Copenhague, Dinamarca, el 20 de diciembre de 1841 en «Cuentos para niños. Nueva colección. Tercer fascículo» (Eventyr, fortalte de Børn. Ny Samling. Tredie Hefte). Charles Boner lo tradujo por primera vez al inglés en 1846, y lo publicó en A Danish Storybook.

## Análisis
El profesor Dee L. Ashliman reconoció que el cuento literario de Andersen puede estar basado en otros cuentos europeos donde un porquerizo —que, en realidad, es un príncipe— corteja a una princesa. La diferencia, sin embargo, es que la princesa en esos cuentos muestra sus marcas de nacimiento al joven. El profesor Stith Thompson clasificó tales cuentos como Aarne-Thompson-Uther ATU 850, «Las marcas de nacimiento de la princesa». 
August Leskien escribió que el «círculo de las hadas» (Märchenkreis) está extendido por la mitología eslava, con una trama similar: la princesa ve bailar a los animales (ovejas, cerdos, etc.) a cargo de un campesino que toca un instrumento musical (flauta, violín, etc.) y desea comprar los animales, a cambio de mostrar sus marcas de nacimiento.

## Adaptaciones
El cuento ha sido adaptado a otros medios, como teatro o danza.
- Les cent baisers (Los cien besos), es un ballet coreografiado por Bronislava Nijinska con música del barón Frederic d'Erlanger y libreto de Boris Kochno. El ballet se estrenó en Covent Garden el 18 de julio de 1935 con Irina Barónova como princesa y David Lichine como príncipe. El ballet fue representado por primera vez en Australia por los Ballets Rusos de Basil el 5 de diciembre de 1936.[3]
- Nino Rota (1911 – 1979) llevó a cabo una adaptación operística El príncipe porquero (en italiano: Il Principe Porcaro) cuando tenía trece años. El único teatro de marionetas permanente de Gran Bretaña, Harlequin Puppet Theatre en Rhos-on-Sea, Gales, presentó The Swineherd en una adaptación de Eric Brammell en 1958.[4] En la década de 1950, el compositor soviético/ruso Boris Tchaikovsky escribió un conjunto de música incidental para una producción radiofónica de The Swineherd.
- Partes de la historia se han utilizado en la obra de teatro de 1934 de Evgeny Shvarts El traje nuevo del emperador.